# 로르 드 클레르몽-토네르

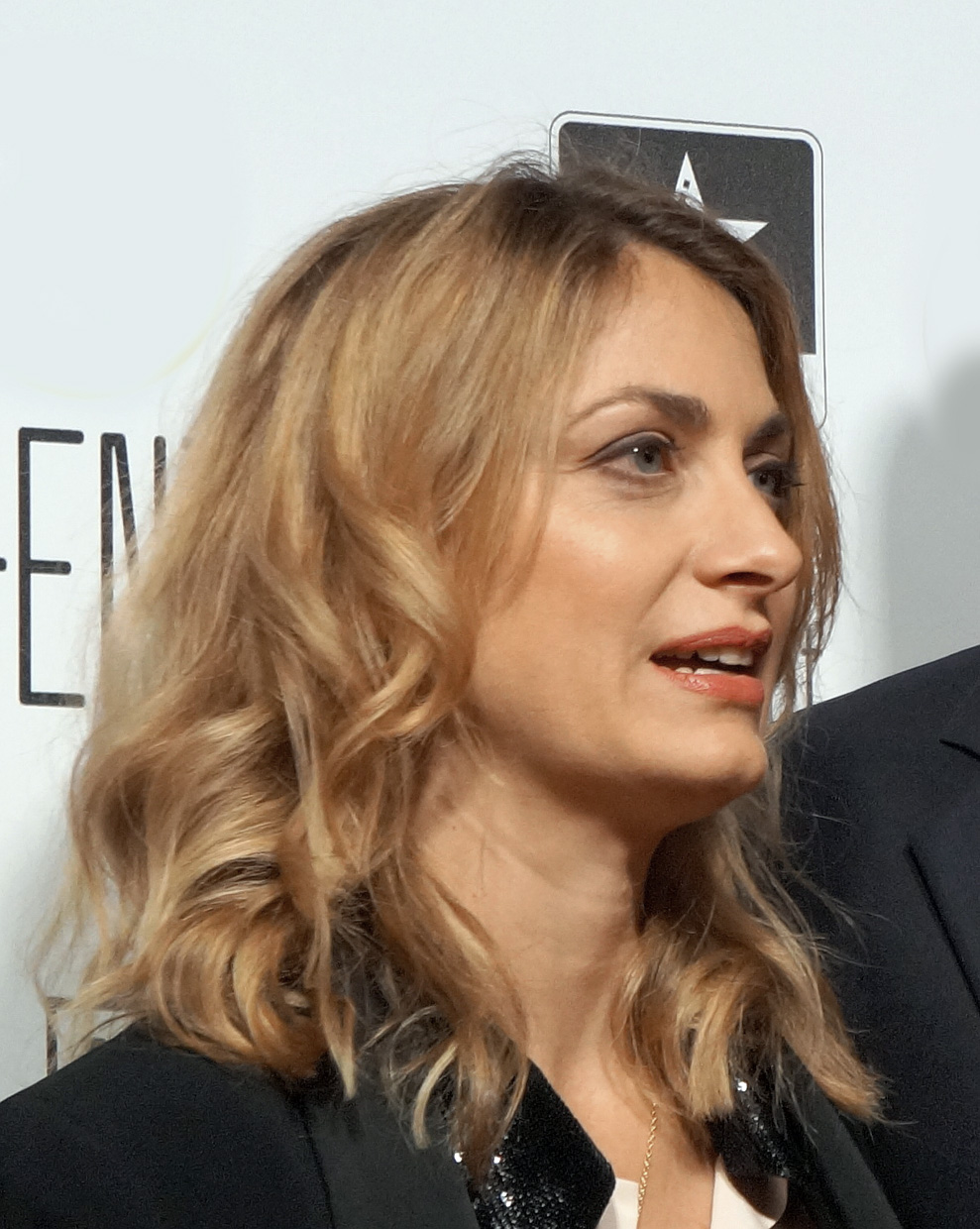

로르 드 클레르몽-토네르(Laure Marsa Frédérique de Clermont-Tonnerre, 1983년 7월 26일 ~ )는 프랑스의 배우, 영화 감독, 각본가이다.
파리에서 태어났다.

## 영화
- 야생마와 죄수 (2018년)
- 파라이소폴리스 (2016년)
- 스나이퍼 (2015년) - 발레리 역
- 레빗 (2014년)
- 포옹하는 사람들 (2013년)
- 아틀란틱 애비뉴  (2012년)
- 내일? (2012년)
- 블랑섹의 기이한 모험 (2010년) - 아가테 블랑섹 역
- 두 어머니의 아들 (2000년)